# Oreolalax xiangchengensis
Oreolalax xiangchengensis är en groddjursart som beskrevs av Fei och Huang 1983. Oreolalax xiangchengensis ingår i släktet Oreolalax och familjen Megophryidae. IUCN kategoriserar arten globalt som livskraftig. Inga underarter finns listade i Catalogue of Life.